# Bistum San Benedetto del Tronto-Ripatransone-Montalto
Das Bistum San Benedetto del Tronto-Ripatransone-Montalto (lat.: Dioecesis Sancti Benedicti ad Truentum-Ripana-Montis Alti, ital.: Diocesi di San Benedetto del Tronto-Ripatransone-Montalto) ist eine in Italien gelegene römisch-katholische Diözese mit Sitz in San Benedetto del Tronto.

## Geschichte
Das Bistum San Benedetto del Tronto-Ripatransone-Montalto wurde am 1. August 1571 durch Papst Pius V. mit der Apostolischen Konstitution Illius fulciti aus Gebietsabtretungen des Bistums Fermo und der Abtei Farfa als Bistum Ripatransone errichtet und dem Heiligen Stuhl direkt unterstellt.
Das Bistum Ripatransone wurde am 7. April 1983 in Bistum Ripatransone-San Benedetto del Tronto umbenannt. Am 30. September 1986 wurde dem Bistum Ripatransone-San Benedetto del Tronto durch die Kongregation für die Bischöfe mit dem Dekret Instantibus votis das Bistum Montalto angegliedert. Das Bistum San Benedetto del Tronto-Ripatransone-Montalto ist dem Erzbistum Fermo als Suffraganbistum unterstellt.
Am 2. Mai 2024 verfügte Papst Franziskus die Vereinigung des Bistums San Benedetto del Tronto-Ripatransone-Montalto in persona episcopi mit dem Bistum Ascoli Piceno. Bischof der so vereinigten Bistümer wurde der bisherige Bischof von Ascoli Piceno, Gianpiero Palmieri.

## Galerie

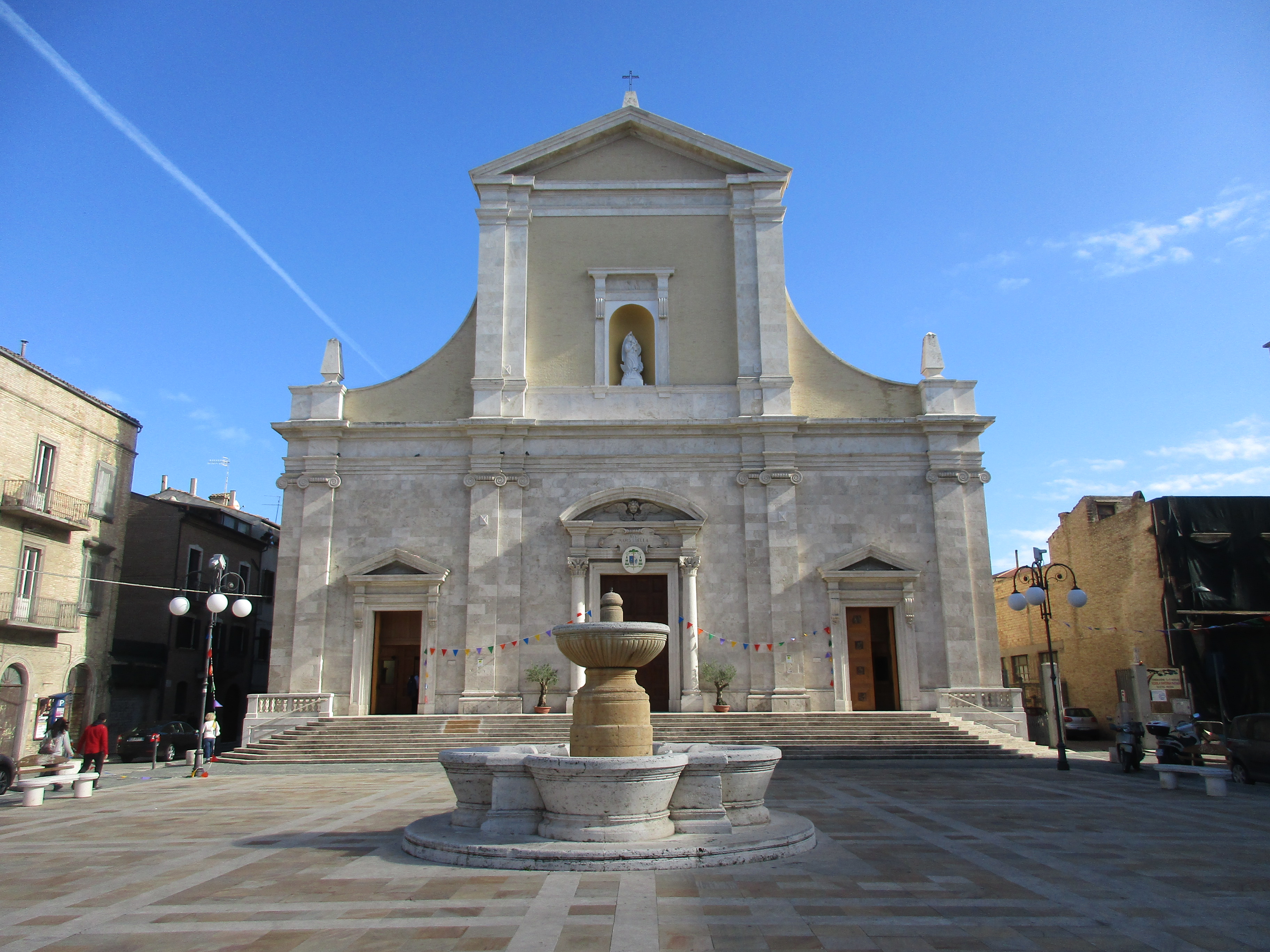
Kathedrale Santa Maria della Marina in San Benedetto del Tronto
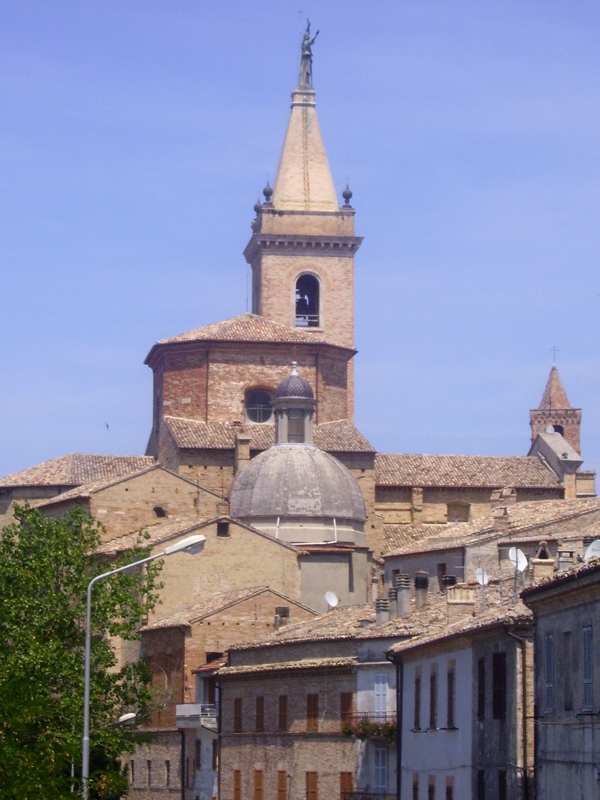
Konkathedrale Santi Gregorio Magno e Margherita in Ripatransone
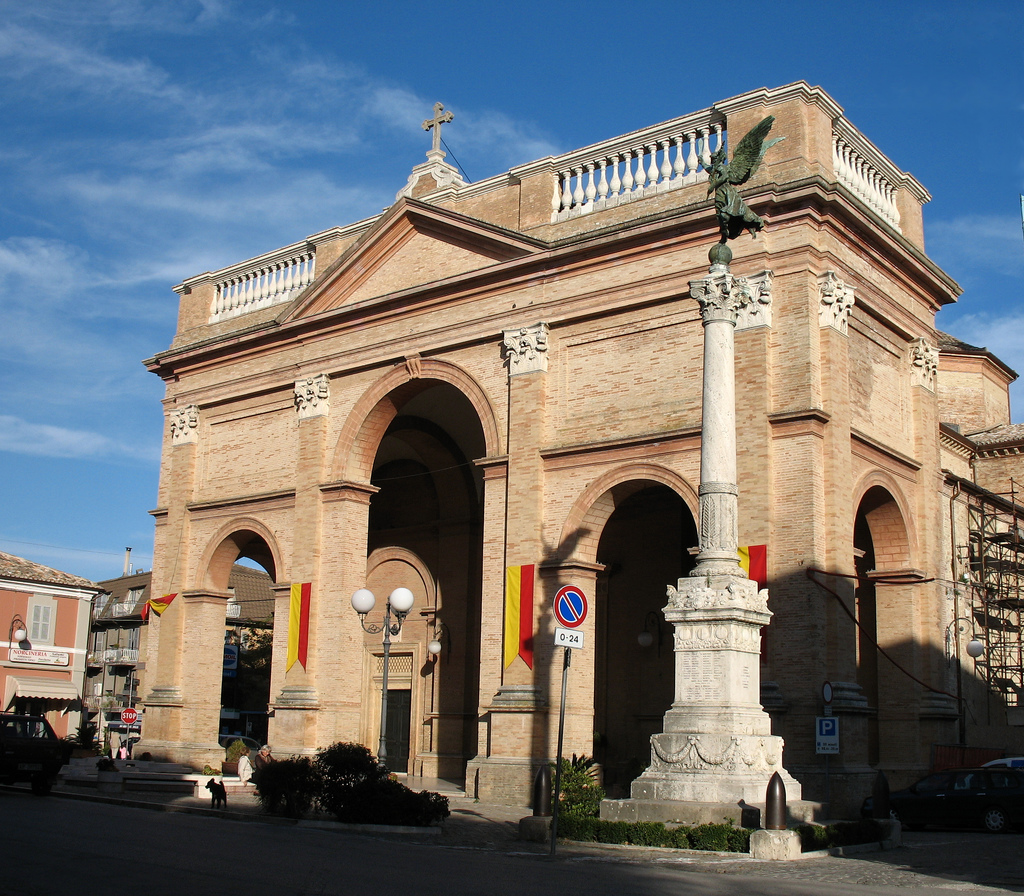
Konkathedrale Santa Maria Assunta in Montalto